# Placanica

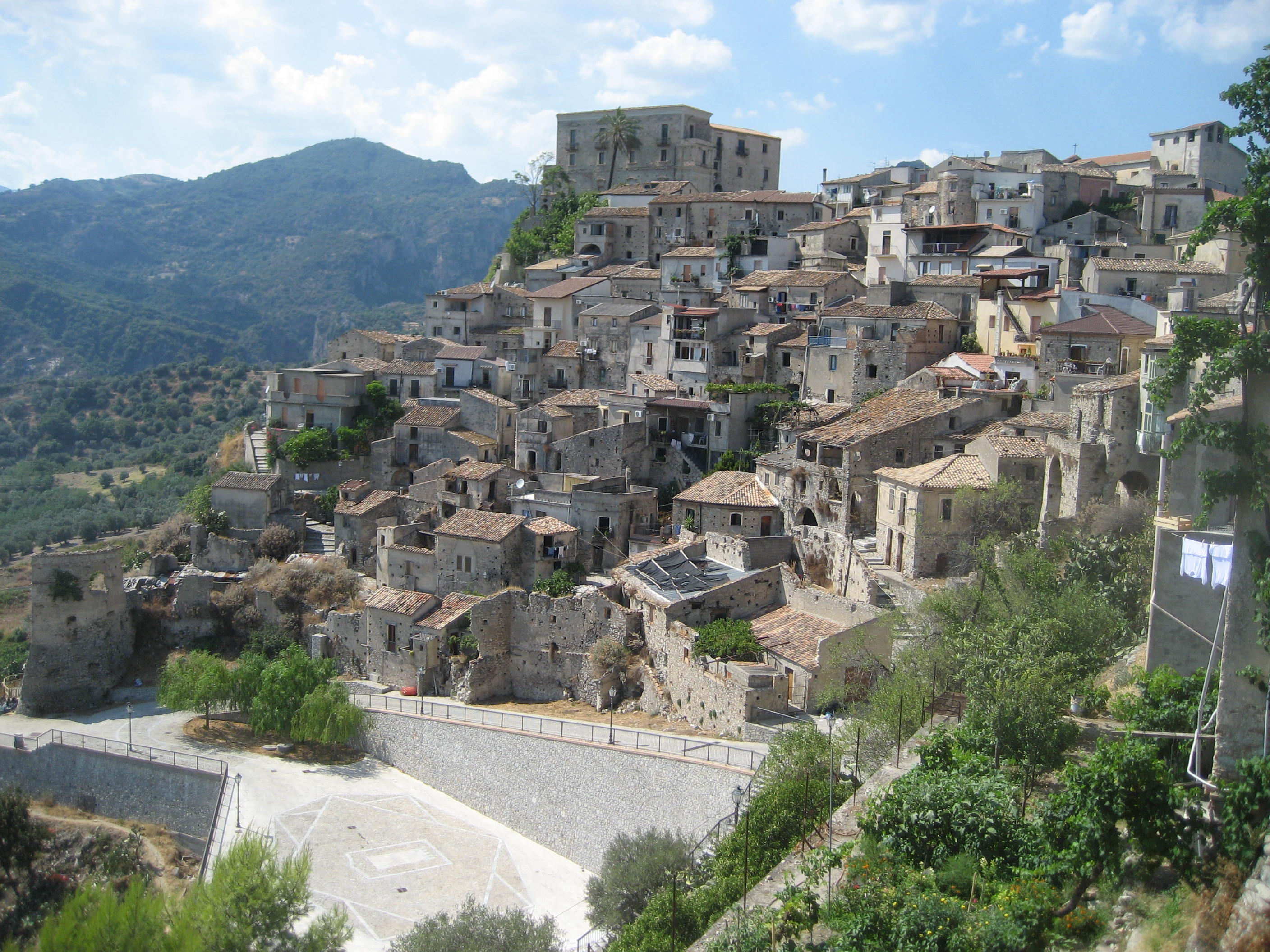
Toàn cảnh Placanica

Placanica (tiếng Hy Lạp: Lakonikà) là một đô thị ở tỉnh Reggio Calabria trong vùng Calabria, Ý, có cự ly khoảng 60 kilometres về phía nam của Catanzaro và khoảng 80 kilometres về phía đông bắc của Reggio Calabria. Tại thời điểm ngày 31 tháng 12 năm 2004, đô thị này có dân số 1.383 người và diện tích là 29,3 km².
Placanica giáp các đô thị: Caulonia, Pazzano, Stignano.

## Một vài hình ảnh

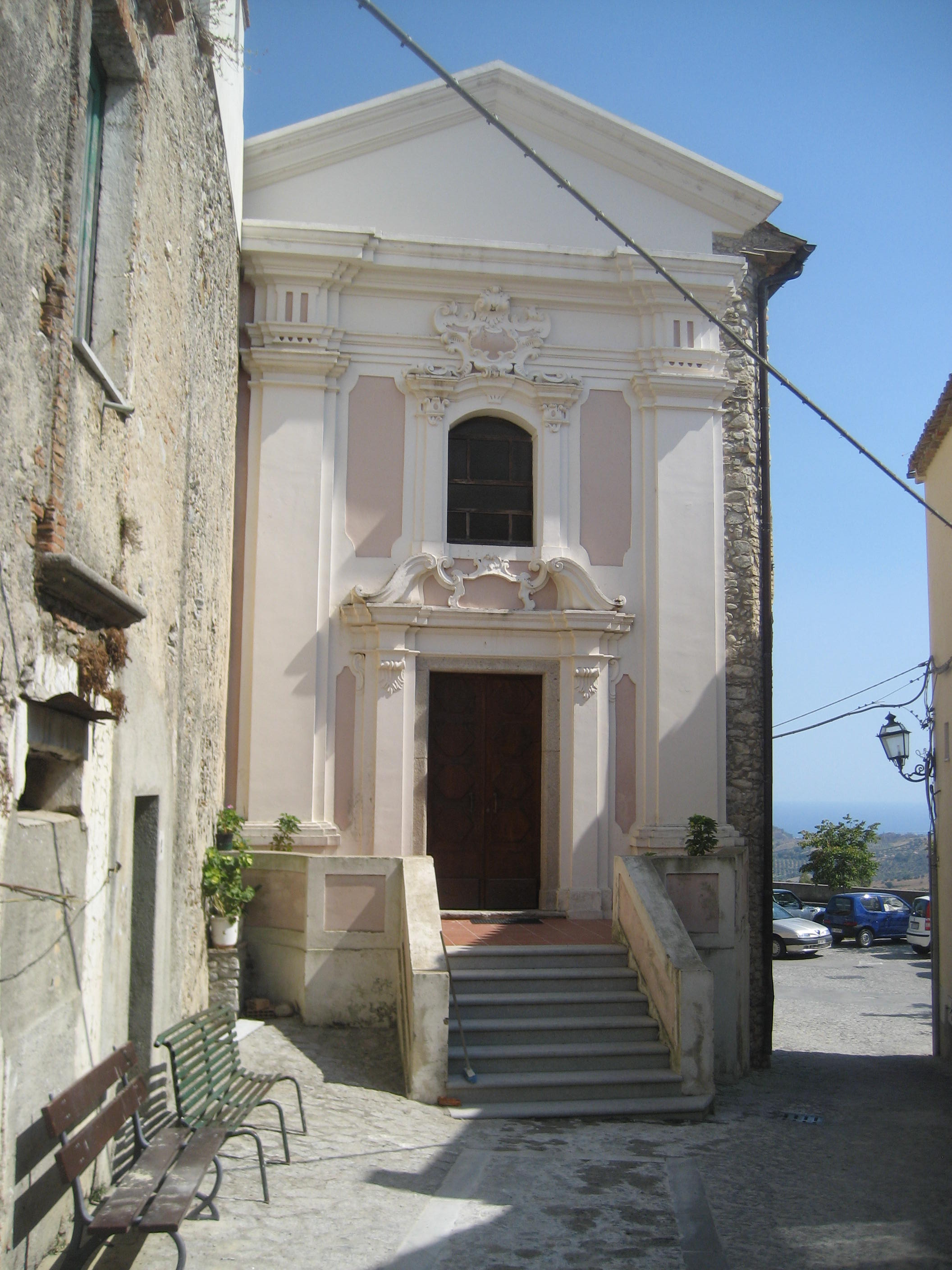
Chiesa
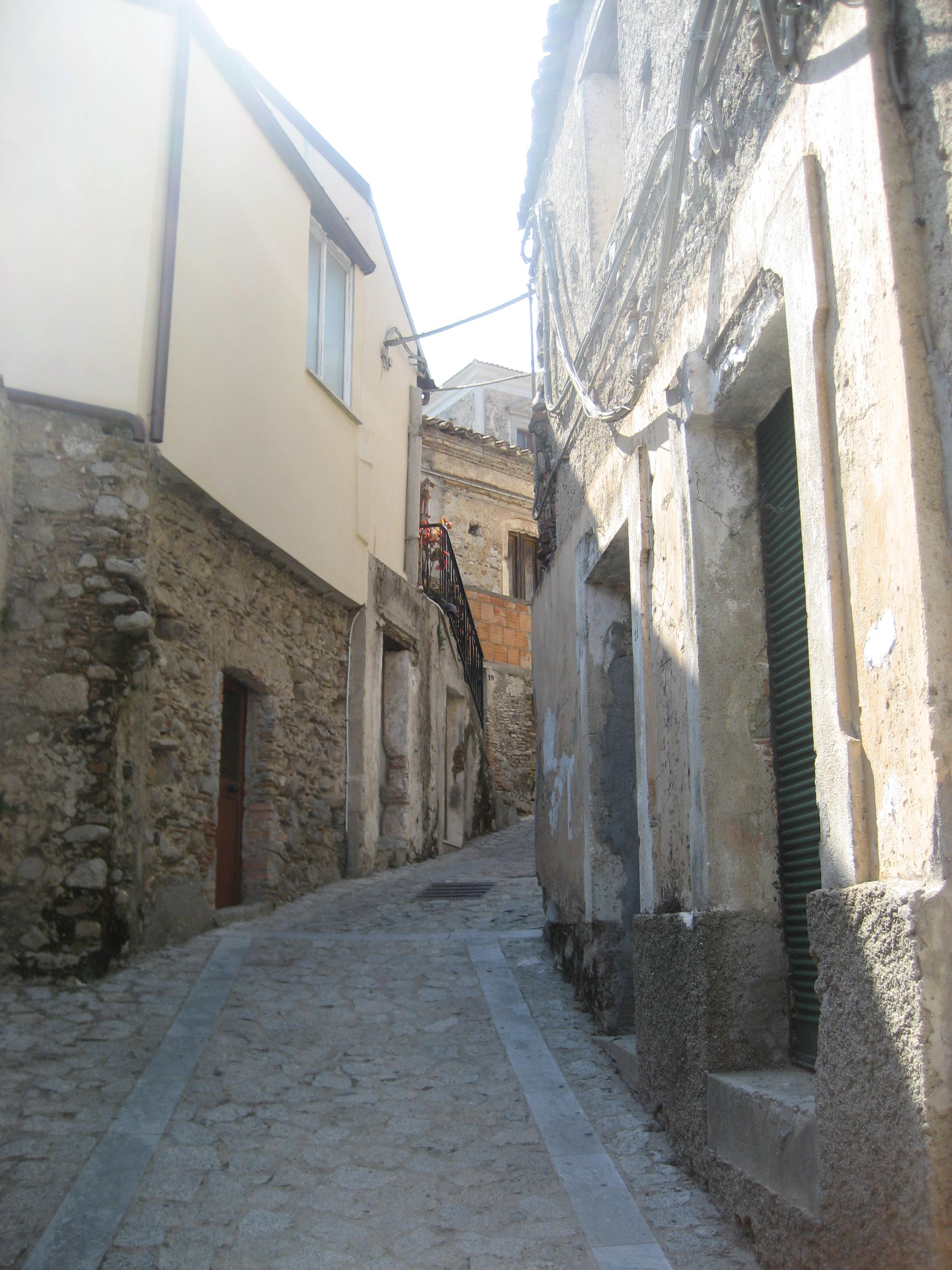
Vineda di Placanica
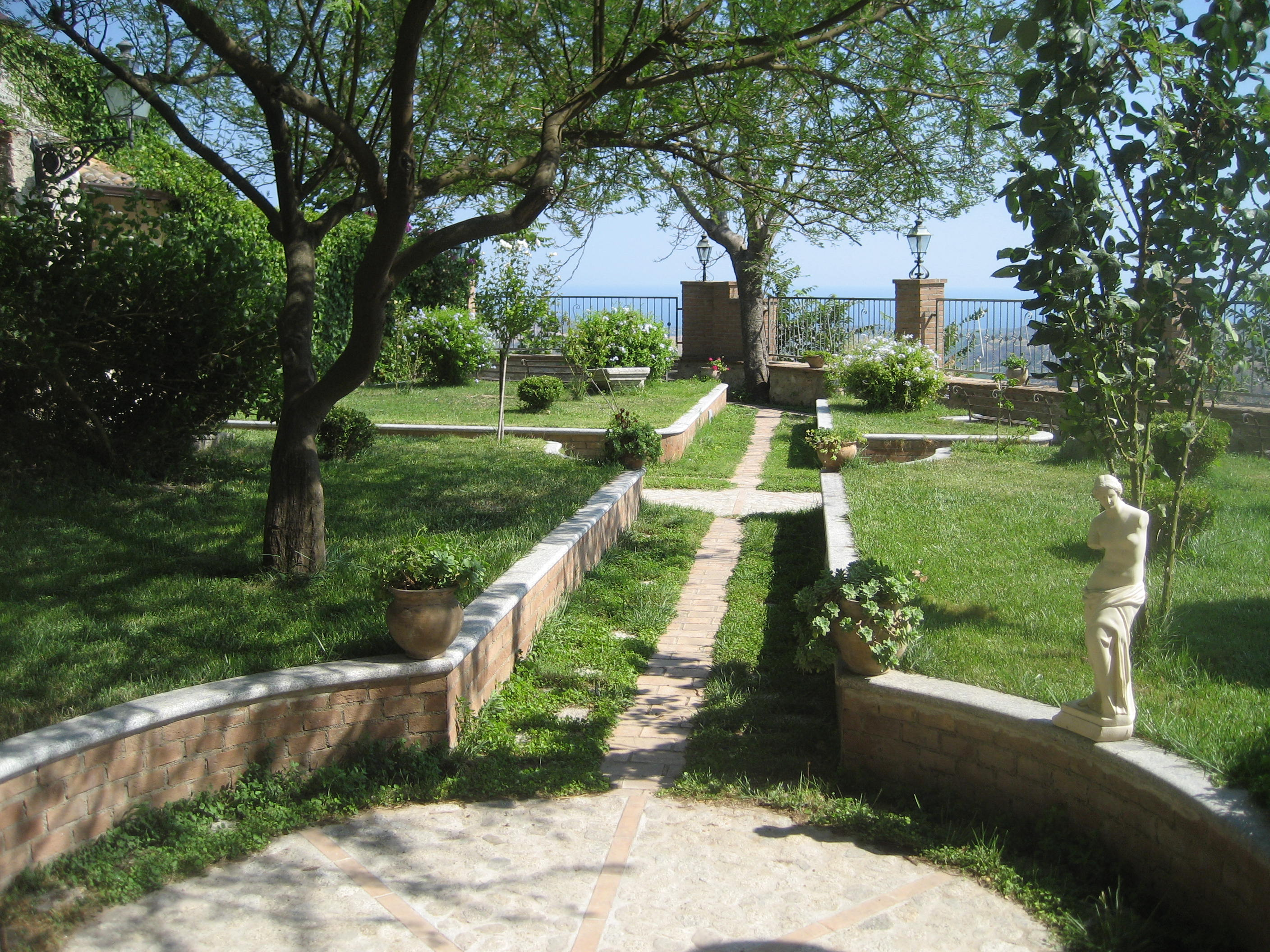
Villa Panajia
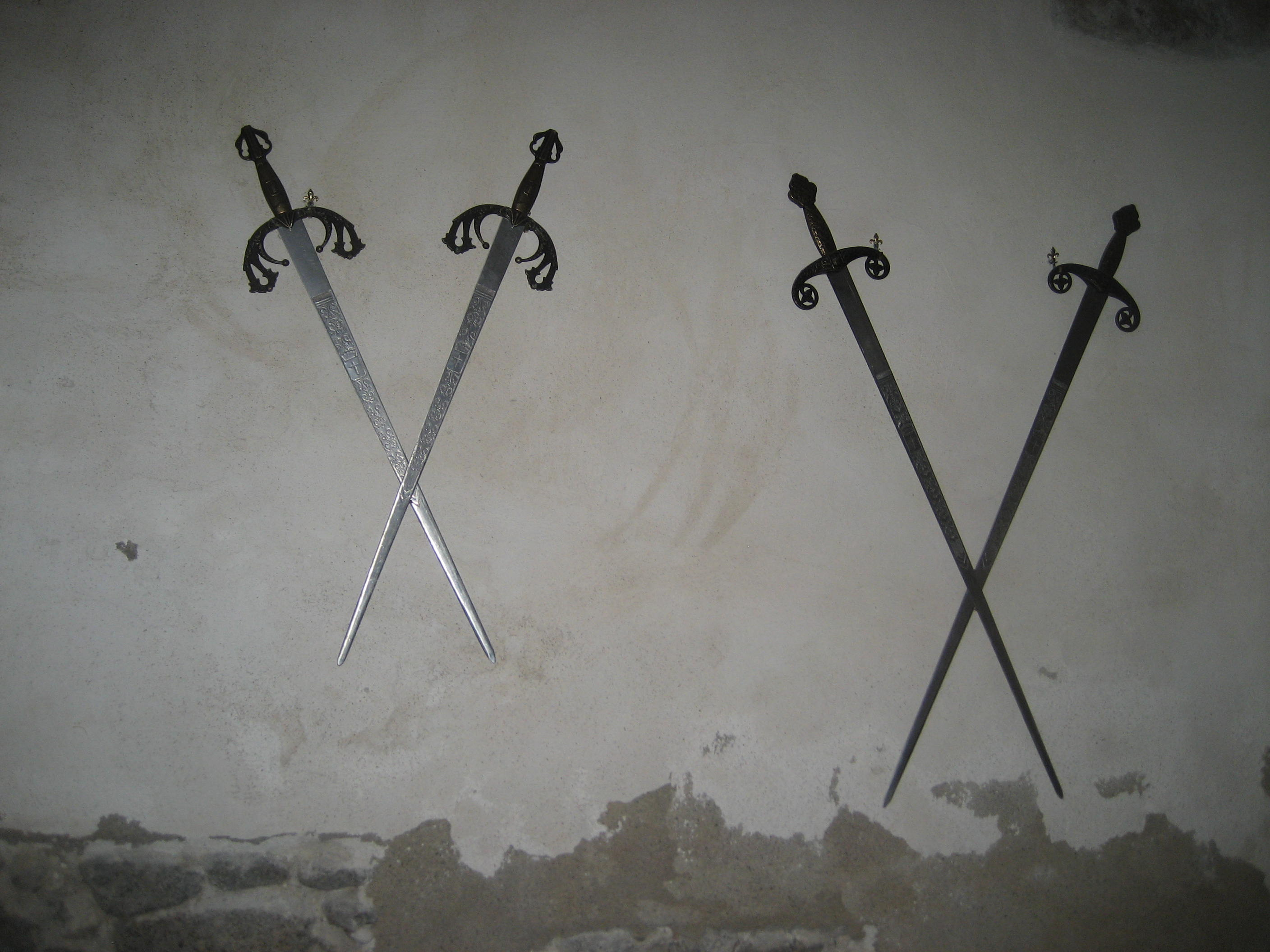
Spade
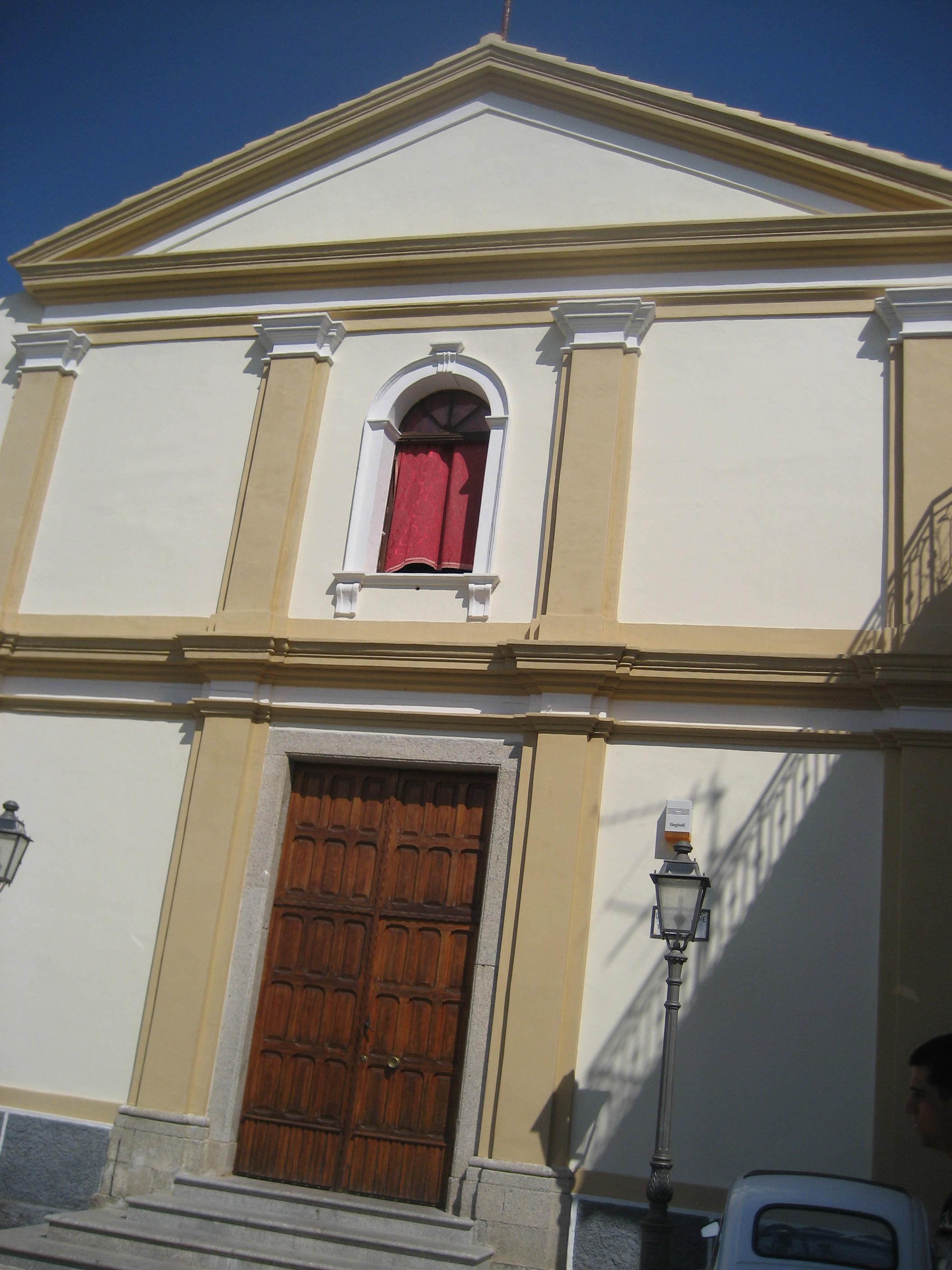
Chiesa
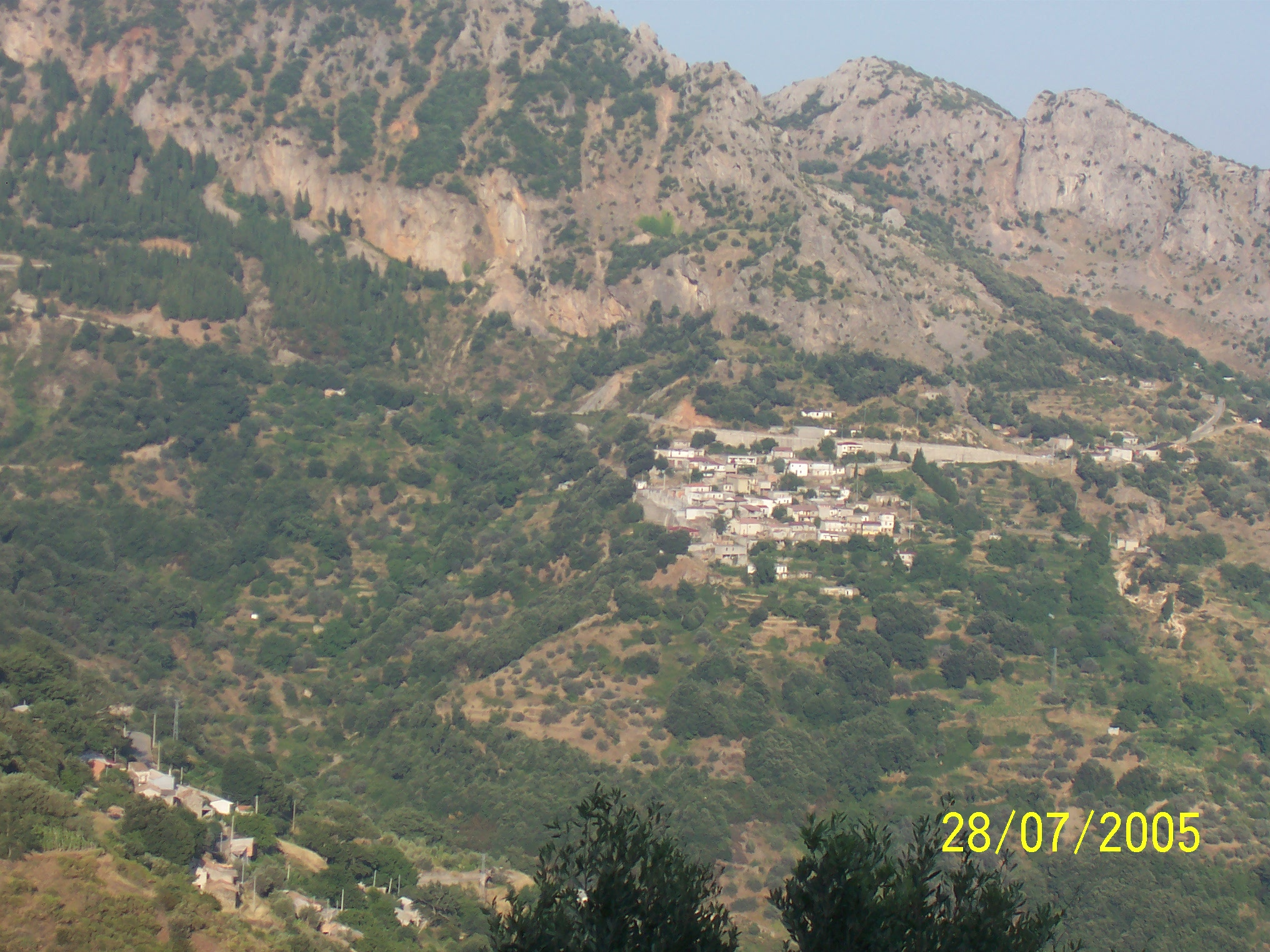
Pietra (Frazione)